# Bietigheim (Rastatt)
Bietigheim è un comune tedesco di 6 042 abitanti, situato nel land del Baden-Württemberg.